# Arthroleptides dutoiti
Arthroleptides dutoiti (лат.) — вид бесхвостых земноводных семейства Petropedetidae, эндемичный для горы Элгон в Кении; она не была обнаружена в угандийской части горы.
Видовое название дано в честь Корнелиуса Альберта дю Туа, который поймал первый экземпляр лягушки в 1934 году. Доктор дю Туа был членом Кейптаунского университета, одним из основателей Зоологического общества Южной Африки и профессором зоологии в Стелленбосский университет в Южной Африке.
A. dutoiti — небольшая лягушка длиной около 31 мм. Ширина головы превышает длину головы, с отчетливо видной барабанной перепонкой. Пальцы ног имеют перепонки. Кожа на спине бородавчатая. Животные чёрного цвета, за исключением кончиков пальцев со слегка белым оттенком.
Встречается в скалистых горных ручьях и вокруг них. Яйца откладываются на влажные камни вблизи бурных ручьев и водопадов, а головастики развиваются на камнях вне воды.
A. dutoiti является видом, находящимся под угрозой исчезновения. Последний раз особь кенийской речной лягушки видели в 1962 году, несмотря на более поздние исследования. Поскольку среда обитания этого вида в целом находится в хорошем состоянии, его исчезновение могло быть вызвано такой опасной болезнью, как хитридиомикоз.